# Utah County
Utah County är ett administrativt område i delstaten Utah, USA, med 516 564 invånare. Den administrativa huvudorten (county seat) är Provo och delstatens demografiska mittpunkt är i staden Lehi.
Ungefär 88 procent av invånarna är mormoner.
Timpanogos Cave nationalmonument ligger i countyt. 

## Geografi
Enligt United States Census Bureau har countyt en total area på 5 545 km². 5 176 km² av den arean är land och 369 km² är vatten. 

### Angränsande countyn

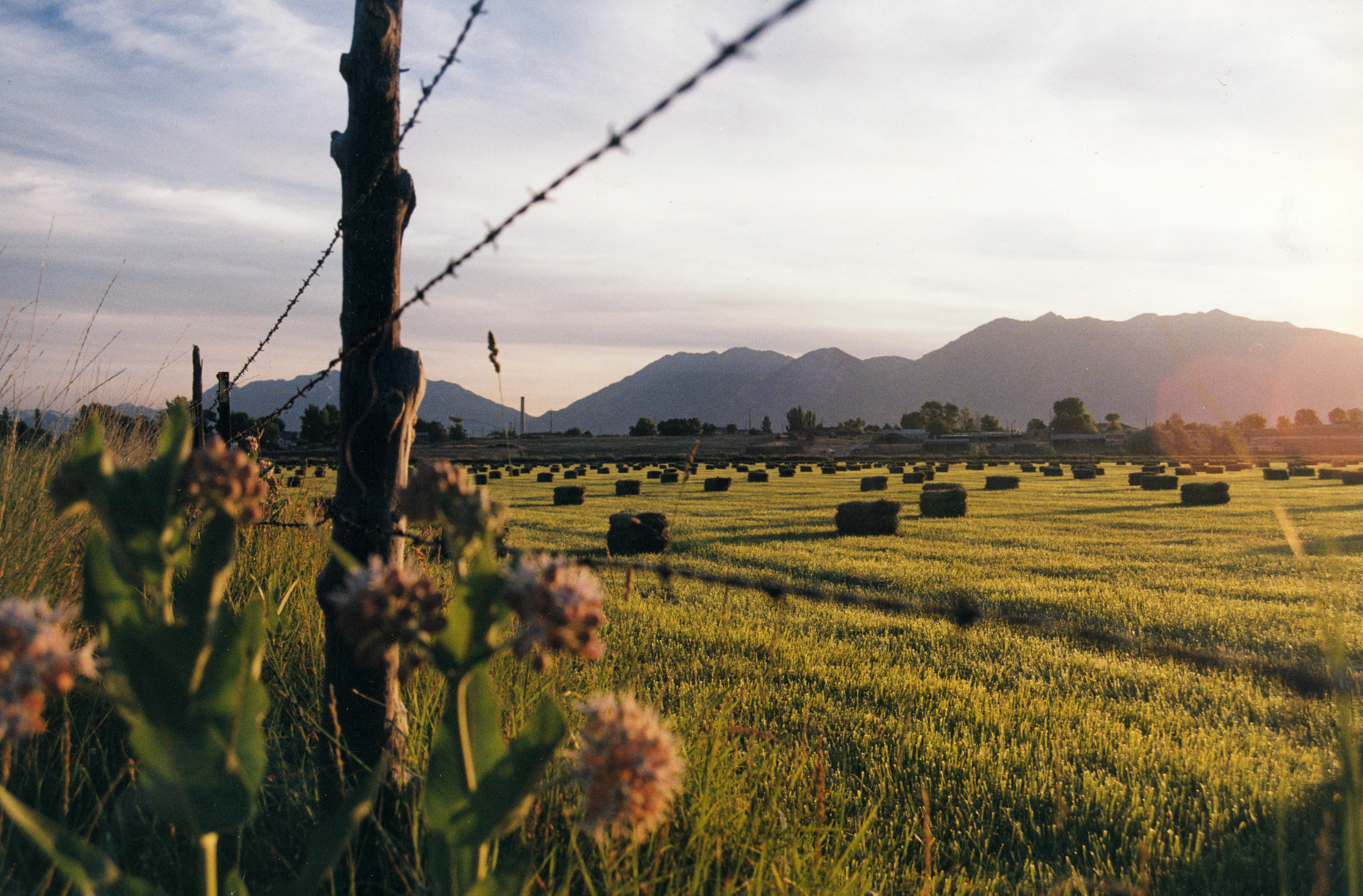
Del av Utah Valley, sedd från utanför Salem.

- Salt Lake County, Utah - nord
- Tooele County, Utah - väst
- Wasatch County, Utah - öst
- Juab County, Utah - syd, väst
- Sanpete County, Utah - syd
- Carbon County, Utah - syd, öst
- Duchesne County, Utah - sydöst